# Fantaisie en do majeur (Haydn)

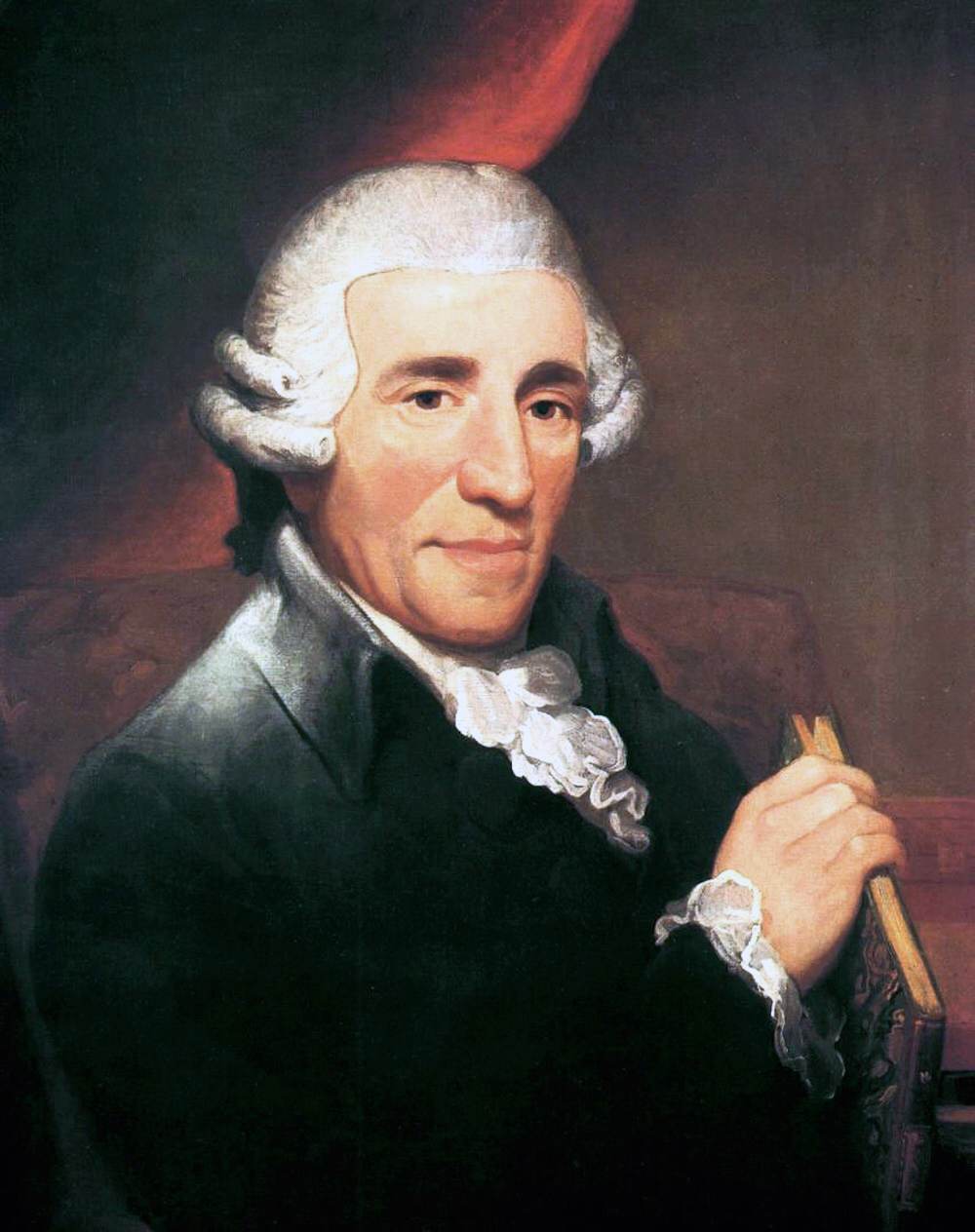
Joseph Haydn

La Fantaisie en do majeur, Hob. XVII/4, "Capriccio ", a été composée en 1789 par Joseph Haydn. Elle est basée sur la chanson folklorique autrichienne Do Bäuren hat d’Katz valor’n («La fermière a perdu son chat»).
En mars 1789, il écrit à la maison d'édition Artaria : « À mes heures de très grande gaieté, j’ai composé un tout nouveau Capriccio pour le pianoforte, dont le goût, la singularité et la conception particulière seront, c’est absolument certain, applaudis des connaisseurs comme des profanes. Il est … un peu long, mais en rien trop difficile. »  Le fait que Haydn ait écrit la fantaisie « pour les connaisseurs et les amateurs » était très probablement un clin d'œil à Für Kenner und Liebhaber (« Pour les connaisseurs et les amateurs ») de Carl Philipp Emanuel Bach qu'il avait demandé à Artaria l'année précédente. Cependant, la pièce était plus difficile que Haydn ne le pensait, avec une virtuosité loufoque et des effets orchestraux, rappelant le dernier mouvement de sa Sonate n° 48.